# Rugby Club Ettahrir
Le Rugby Club Ettahrir est un club de rugby à XV tunisien fondé en 1995. Il est basé à Tunis, plus précisément dans le quartier d'Ettahrir. En 2010, il remporte la coupe de Tunisie en s'imposant en finale face à l'Avenir sportif de Jemmal sur le score de 18 à 16.

## Palmarès
- Championnat de Tunisie de rugby à XV
  - Vainqueur : 2010-2011
- Coupe de Tunisie de rugby à XV :
  - Vainqueur : 2010